# Atractus esepe
Atractus esepe – gatunek węża z rodziny połozowatych (Colubridae), występujący w północno-zachodniej Ameryce Południowej. Jest endemitem Ekwadoru.

## Systematyka
Gatunek ten opisali w 2017 roku naukowcy z Ekwadoru (Alejandro Arteaga, Jorge H. Valencia, Diego F. Cisneros-Heredia, Nicolás Peñafiel, Carolina Reyes-Puig, José L. Vieira-Fernandes, Juan M. Guayasamini) i Brazylii (Konrad Mebert). Autorzy nadali wężowi nazwę Atractus esepe, a jako miejsce typowe podali Caimito (0°41′46,3″N 80°05′25,7″W/0,696194 -80,090472) w prowincji Esmeraldas w Ekwadorze. Holotyp oznaczony MZUTI 3758, który znajduje się w Museo de Zoología, Universidad Tecnológica Indoamérica w Quito, został zebrany 12 września 2014 roku przez Alejandro Arteagę.

## Występowanie
Gatunek ten jest znany tylko z jednej lokalizacji, gdzie zebrano holotyp w prowincji Esmeraldas na wysokości 102 m n.p.m. w odległości około 1,3 km od brzegu oceanu. Obszar ten należy do ekoregionu lasu wilgotnego Chocó–Darién ang. Chocó–Darién moist forests (NT0115).

## Morfologia
Jest to średniej wielkości wąż o małej głowie, której szerokość jest podobna do szerokości szyi, małych oczach, tęczówkach w kolorze karminowym i czarnych źrenicach. Górna część ciała jest ciemnobrązowa z sześcioma słabo widocznymi podłużnymi liniami w kolorze czarnym, które oddzielone są jaśniejszymi obszarami. Górna część głowy jest ciemnobrązowa z ciemnym paskiem za okiem. Powierzchnie brzuszne są brudnobiałe z drobnymi brązowymi plamkami, które są bardziej gęste w części ogonowej.
Wymiary:
|                    | Samiec |
| ------------------ | ------ |
| Długość SVL (mm)   | 232    |
| Długość ogona (mm) | 53     |
| Łuski brzuszne     | 149    |
| Tarczki podogonowe | 41     |

## Status
W Czerwonej księdze gatunków zagrożonych IUCN Atractus esepe nie jest jeszcze klasyfikowany. Jednak jego odkrywcy uważają go za gatunek niedostatecznie rozpoznany (DD, ang. Data Deficient).